# Xinbo
Xinbo (kinesiska: 新拨乡, 新拨) är en socken i Kina. Den ligger i provinsen Hebei, i den norra delen av landet, omkring 290 kilometer nordost om huvudstaden Peking. Antalet invånare är 12 396. Befolkningen består av 6 042 kvinnor och 6 354 män. Barn under 15 år utgör 20,0 %, vuxna 15-64 år 71 %, och äldre över 65 år 8,0 %.
Genomsnittlig årsnederbörd är 590 millimeter. Den regnigaste månaden är juni, med i genomsnitt 158 mm nederbörd, och den torraste är januari, med 2 mm nederbörd.